# Bézu-le-Guéry
Bézu-le-Guéry é uma comuna francesa na região administrativa de Altos da França, no departamento de Aisne. Estende-se por uma área de 11,1 km². Em 2010 a comuna tinha 263 habitantes (densidade: 23,7 hab./km²).